# Saíbe Axama
Saíbe Axama (Sahib ax-Xama - lit. "o homem da marca"), nascido Huceine ibne Zacarauai (al-Husain ibn Zakarauaih), foi um líder dos carmatas no deserto da Síria nos primeiros anos do século X.

## Vida

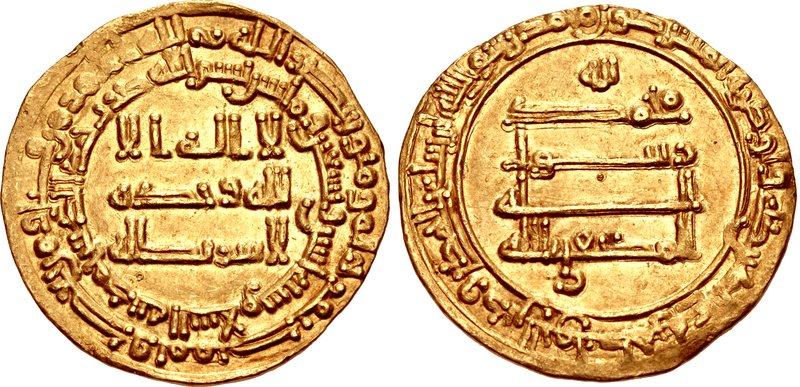
Dinar do califa Almoctafi r.

Huceine foi o filho mais novo do líder carmata Zacarauai ibne Mirauai e um descendente do sétimo imame ismailita, Maomé ibne Ismail. Huceine seguiu seu irmão Iáia, que alegou ser o Mádi e assumiu o nome de Saíbe Anaca ("mestre da camela"), e estabeleceu uma base de operações em Palmira. Os irmãos foram bem-sucedido em adquirir apoio de muitos beduínos locais — especialmente dos calbitas, assim adquirindo uma potente força militar.
De sua base, eles começaram a lançar raides contra as províncias abássida e tulúnida da Síria, com efeito devastador. Em 902, os carmatas derrotaram os tulúnidas sob Tugueje ibne Jufe próximo de Raca, e lideram cerco de Damasco. A cidade foi protegida por Tugueje com sucesso, e Iáia foi morto. A liderança passou para seu Huceine, que igualmente alegou ser o Mádi sob o nome de "Abul Abas Amade ibne Abedalá" e assumiu o título de "Saíbe Axama" ("homem da marca"). Ele liderou os carmatas na invasão de Homs, Hama, Heliópolis, Maarate Anumane e mesmo a antiga base deles de Salamia, de onde o Mádi fatímida rival, Abedalá, havia partido recentemente rumo ao Magrebe no oeste.
As depredações não reprimidas dos carmatas forçaram o governo abássida sob o califa Almoctafi a intervir diretamente para combatê-los; em 29 de novembro de 903, um exército sob Maomé ibne Solimão Alcatibe encontrou e infligiu uma derrota decisiva sobre as forças de Huceine na batalha de Hama. Huceine conseguiu escapar junto de seu primo Almudatir, seu associado Almutavaque e um pajem grego. Eles fugiram através do deserto, tentando alcançar Cufa. Foram capturados em Dália sobre a Estrada do Eufrates, próximo de Arraba (ar-Rahbah), e foram executados publicamente em Bagdá junto com outros líderes e simpatizantes carmatas em 13 de fevereiro de 904.
Zicrauai, o pai dos irmãos, também rebelou-se em 906 próximo de Cufa, mas foi morto no ano seguinte durante um ataque contra a caravana haje. Com estas derrotas, o movimento carmata virtualmente deixou de existir no deserto da Síria, embora sua contraparte no Barém (Arábia Oriental) permaneceu uma ameaça ativa até várias décadas depois.